# Sarillus pygmaeus
Sarillus pygmaeus är en skalbaggsart som beskrevs av Bates 1885. Sarillus pygmaeus ingår i släktet Sarillus och familjen långhorningar.
Artens utbredningsområde är:
- Guatemala.
- Honduras.
- Panama.

Inga underarter finns listade i Catalogue of Life.